# Selat Sape
Selat Sape är ett sund i Indonesien. Det ligger i den centrala delen av landet, 1 400 km öster om huvudstaden Jakarta.